# Fausto Masnada
Fausto Masnada (født 6. november 1993 i Bergamo) er en professionel cykelrytter fra Italien, der er på kontrakt hos World Tour-holdet XDS Astana Team.
Han begyndte sin professionelle karriere i 2016 som stagiaire hos det italiensk hold Lampre-Merida. Her var han til og med 2016. Efter tre år hos prokontinentalholdet Androni Giocattoli-Sidermec, skiftede han i 2020 til World Tour-holdet CCC Team. Her nåede han kun at være indtil 19. august 2020, hvor han skiftede til belgiske Deceuninck-Quick Step.